# Phân bò

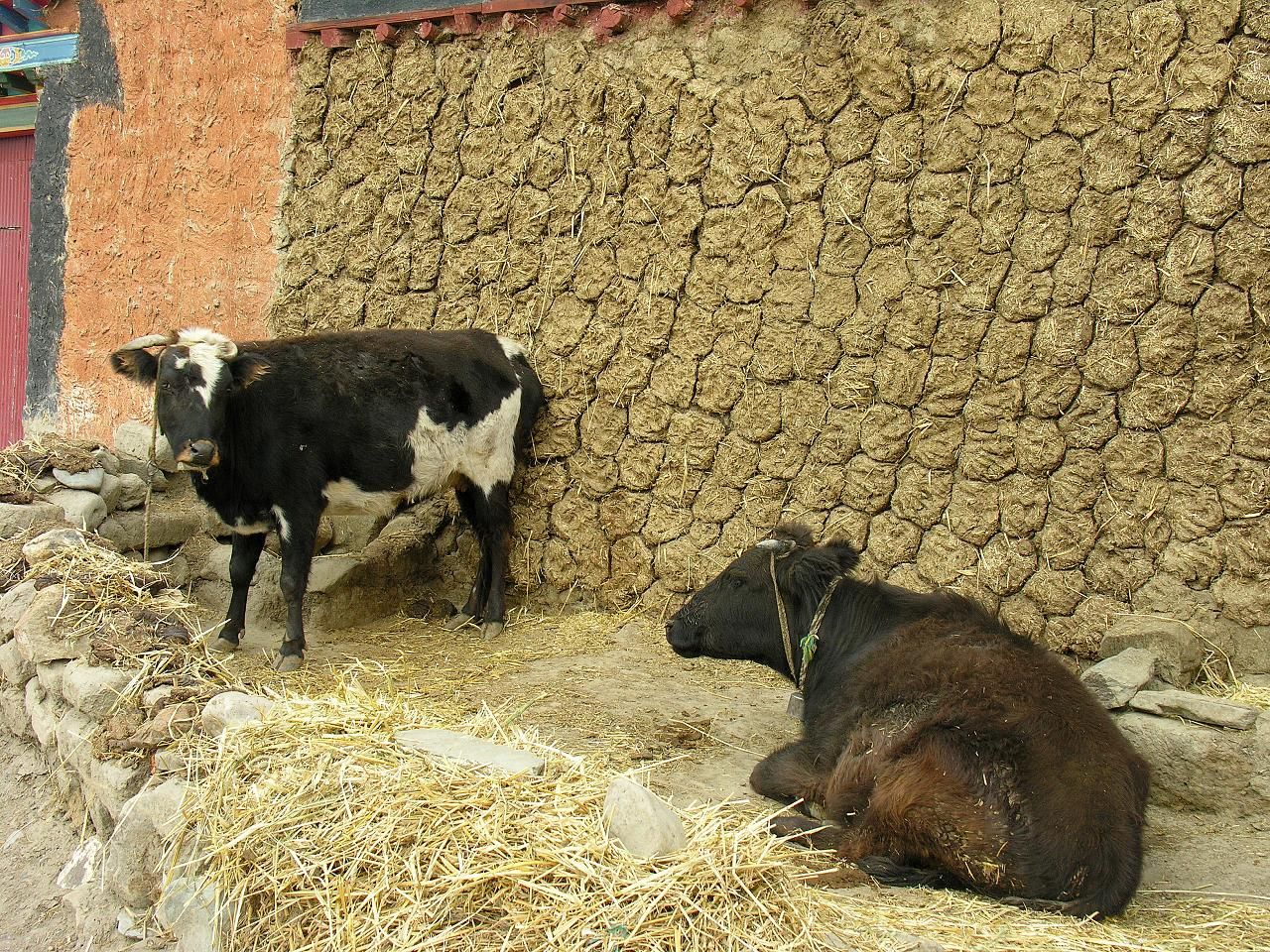
Phân bò khô chất đống ở Tây Tạng

Phân bò hay cứt bò là phân (cứt) của các loại bò nhà thải ra. Phân bò được đánh giá là mang lại nhiều lợi ích và có giá trị kinh tế cao. Một số tác dụng của phân bò có thể kể đến là khi ướt có thể dùng làm phân bón cho cây trồng hoặc xử lý để làm phân hữu cơ. Phân bò khi phơi khô thành bánh được dùng làm nguyên liệu cho chất đốt, đây là thứ rất quý đối với người dân du mục trên thảo nguyên và sa mạc vì ở đó không có củi và rơm. Nó đôi khi được cho là có khả năng sát khuẩn và chữa bệnh theo những niềm tin tôn giáo của Ấn Độ.

## Tác dụng

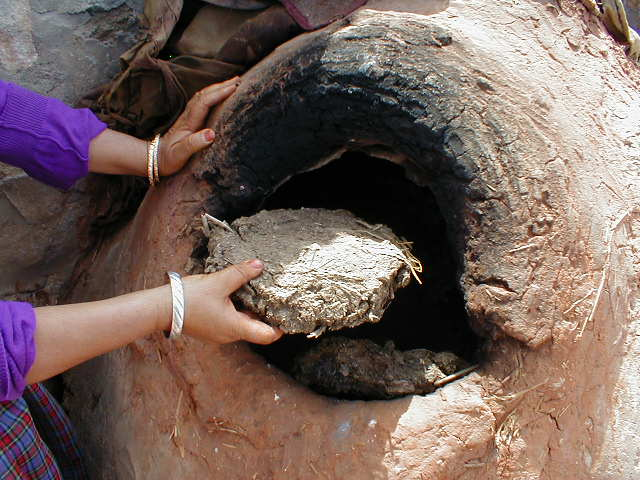
Phân bò khô làm chất đốt ở Ấn Độ

Ở Ấn Độ, nơi người Hindu coi bò là con vật thiêng, người dân từ lâu sử dụng bánh phân bò để nhóm lửa, sưởi ấm, nấu nướng hoặc dùng trong các nghi lễ đạo Hindu. Phơi khô bánh phân bò là cảnh tượng quen thuộc ở các vùng nông thôn Ấn Độ. Bánh phân bò trộn cỏ khô rồi đem phơi nắng phổ biến ở các làng quê Ấn Độ đang trở thành món đắt hàng trên các mạng trực tuyến của đất nước này. Đơn hàng chủ yếu do người thành phố đặt, vì ở thành thị rất khó mua bánh phân bò. Trong lễ Diwali, người dân thường cúng bái tại nhà và nơi làm việc, do đó nhu cầu bánh phân bò rất lớn. Họ đốt bánh phân bò để sưởi ấm trong thời tiết giá lạnh khi tổ chức sự kiện ngoài trời. Những người lớn lên ở vùng nông thôn cảm thấy dễ chịu khi ngửi thấy mùi lửa phân bò cháy.
Trong kinh Veda, phân bò có tác dụng làm sạch môi trường, người Ấn Độ ở nông thôn cũng đồng thời cũng sử dụng phân bò để làm sạch sàn nhà và các bức tường. Theo đạo Hindu, bò được xem là một trong những con vật linh thiêng nhất. Những người giảng đạo Hindu còn tin rằng nước tiểu bò và phân bò đều có những tác dụng chữa bệnh riêng. Người Hindu cho rằng phân bò là thứ sạch sẽ, có thể dùng vào việc tẩy uế. Cho đến tận ngày nay, ở nhiều vùng nông thôn, công việc dọn dẹp vệ sinh đầu tiên của buổi sáng là dùng phân bò khô kỳ cọ lối vào nhà.
Việc sử dụng phân bò trong hoạt động nông nghiệp đã làm giảm bớt việc sử dụng phân bón hóa học trung bình đến 50% (Từ 472 kg/năm xuống còn 235 kg/năm) giảm bớt tác động tiêu cực ô nhiễm đất và các hệ sinh thái liên quan. Phân bò còn được sử dụng làm nhiên liệu đốt. Trong một nghiên cứu được thực hiện trong 4 năm từ năm 2001 đến 2005 tại các hầm biogas ở các hộ gia đình tại Jujarat, Rajathan và Madha Pradesh ở miền Tây Ấn Độ đã ghi lại những tác động của các nhà máy khí sinh học đối với tự nhiên và cộng đồng. Kết quả cho thấy việc sử dụng các hầm biogas tại các gia đình đã làm giảm thiểu đáng kể lượng củi tiêu thụ hàng năm, giảm 638 kg củi/hộ gia đình/năm từ 1048,9 kg trước đó còn 410,6 kg.
Phân bò loại mục tự nhiên đã qua xử lý nên giảm mùi và loại bỏ những thành phần có hại cho cây. Dễ sử dụng, giúp đất tơi xốp, bổ sung chất dinh dưỡng cho cây. Căn cứ theo từng loại cây trồng hoặc độ rộng của diện tích cần bón, cho một lượng phân bò vừa đủ xung quanh gốc cây, sau đó lấp một đất khoảng 7–8 cm lên trên, tưới nước đủ ẩm. Phân bò dùng để bón cho rau, hoa, cây cảnh. Phân bò dùng để cải tạo đất bị cằn, bằng cách trộn phân bò với đất trồng sau đó tiến hành trồng rau. Phân bò được ủ hoai thật sự cũng khá khó tìm trên thị trường hoa kiểng do giá thành hơi cao, đa số là phân bò xay nhuyễn hay được phơi kỹ làm giảm mùi hôi. Phân bò là một hỗn hợp chất dinh dưỡng khá hiệu quả cho các loại cây trồng như cây cà phê, hồ tiêu, cao su...

## Thị trường

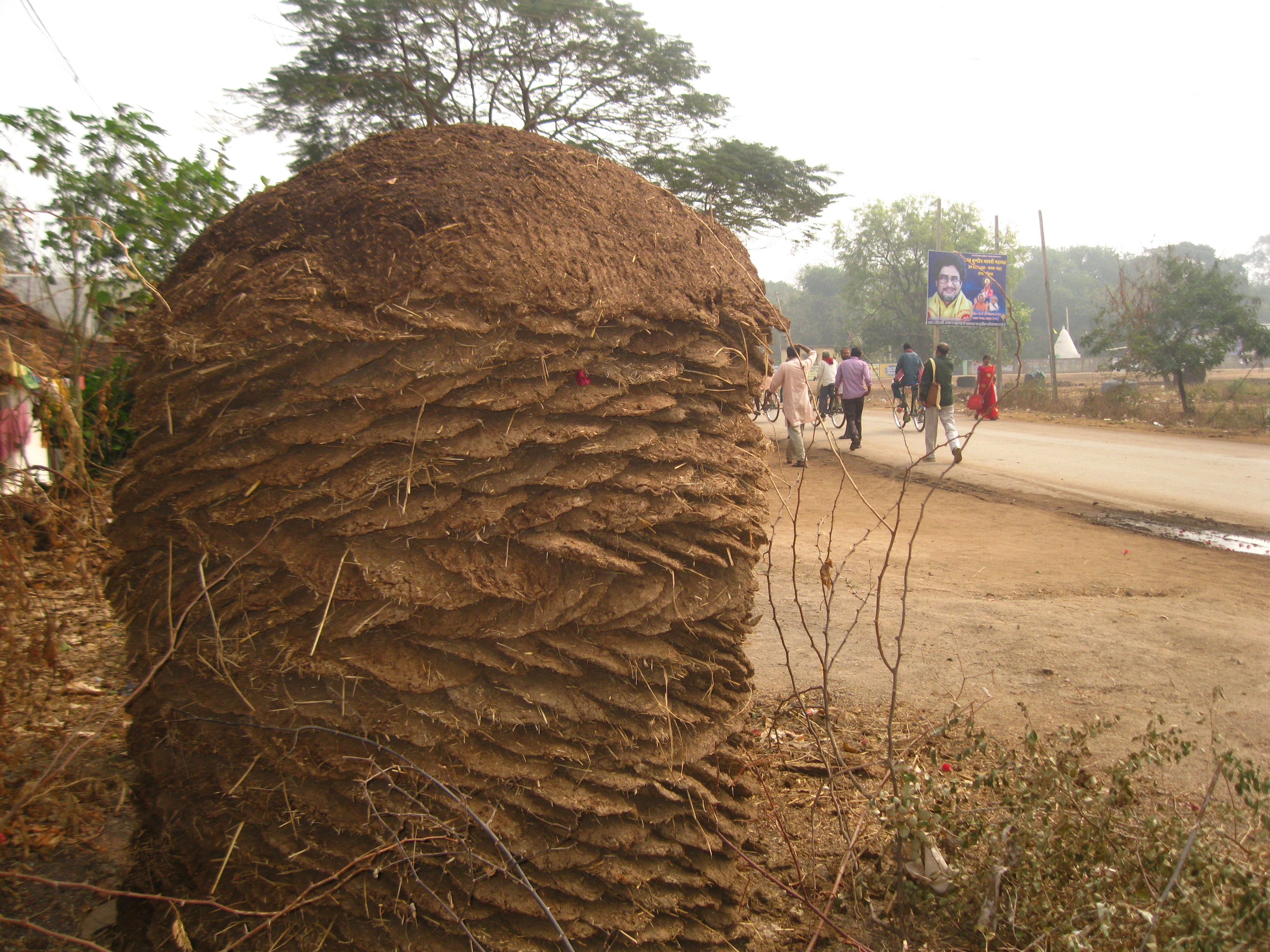
Bánh phân bò

Trong việc mua phân, tùy từng địa phương ở Việt Nam, nhưng thường phân bò được phân định thành hai loại, bao gồm: phân bò vàng và phân bò sữa. Hiện ở Long An, giá phân bò tươi khoảng 4.000 đồng cho 1 bao 20 kg, một tấn phân tươi vào khoảng 200.000 đồng Giá phân bò khô (3 kg phân tươi cho ra được 1 kg phân khô) ở Gia Lai dao động từ 500.000 đồng đến 800.000 đồng/tấn, tùy theo thời điểm. Ở Ấn Độ, bánh phân bò được đóng thành 2 đến 8 miếng một gói, mỗi miếng nặng khoảng 200 gram. Giá cho mỗi gói dao động từ 1,5 - 6 USD. Ngoài ra, bánh phân bò cũng được quảng cáo là loại phân hữu cơ tốt.
Bầu Đức nuôi khoảng 300.000 con bò thịt và bò sữa và riêng tiền bán phân bò, có thể đủ bao lương cho cả tập đoàn, tiết kiệm tiền mua phân để bón cây trồng vì có quỹ đất trồng cây nông nghiệp gần 100.000 ha tại Việt Nam, Lào và Campuchia, nếu mỗi năm mỗi 1 ha tốn khoảng 6 triệu đồng tiền phân bón, số tiền bỏ ra mua phân bón cho toàn bộ diện tích đất trên sẽ tương ứng 600 tỷ đồng. Nhưng khi có bò, số tiền mua phân sẽ giảm đáng kể. Theo tính toán, với đàn bò 300.000 con, sẽ thu về từ 900 tấn cho đến 1.500 tấn phân/ngày.
Từng có thời gian dọc theo Quốc lộ 1 đến đường liên thôn, liên xóm ở tỉnh Phú Yên, phân bò cho vào bao tải chất đống nối dài thành "núi" chờ xe tải đến chở. Phân bò đang là mặt hàng đắt giá nên khắp nơi đang rộ lên phong trào mở đại lý mua đi bán lại. Nhiều người "làm ăn lớn" mua cả xe tải chuyên chở phân bò. Phân bò sau khi thu gom chất từng đống, các đại lý thuê người vác lên xe tải chở đi các tỉnh Gia Lai, Đắk Lắk, Đồng Nai, Bình Phước bán lại cho người trồng cà phê, thanh long. Thời gian qua phân bò đắt hàng nên nhiều người già cần mẫn ra ruộng "mót" từng mảnh phân rơi vãi rồi phơi khô để bán.

## Tập tục

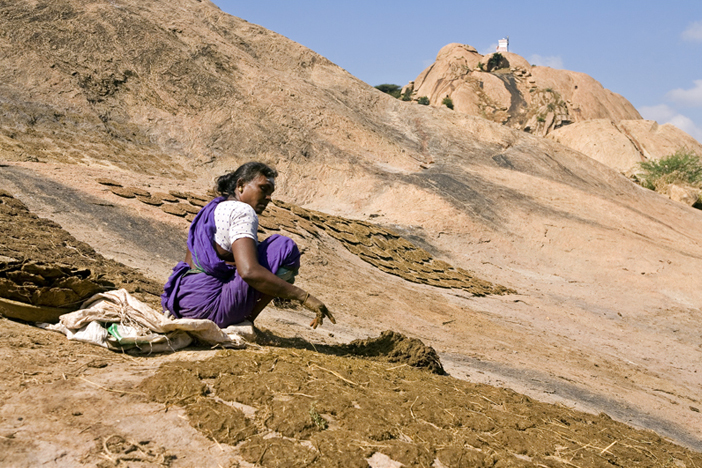
Phân bò ở Ấn Độ

Tại Ấn Độ, Những người sống trong ngôi làng ở bang Madhya Pradesh tin rằng những đứa trẻ sau khi được nhúng vào đống phân bò (được "tắm" hỗn hợp phân và nước tiểu bò) sẽ gặp nhiều may mắn, nghi lễ kỳ lạ này đã tồn tại nhiều thế kỷ ở ngôi làng Betul nhỏ bé thuộc bang Madhya Pradesh. Nhiều cha mẹ tin rằng con cái họ sau khi được nhúng qua phân bò sẽ có cuộc sống khỏe mạnh, không bệnh tật. Ngoài ra, họ cũng tin rằng sự tinh khiết của nước tiểu và phân bò sẽ khiến những đứa trẻ gặp nhiều may mắn. Trước đó nhiều tuần, dân làng sẽ đi thu gom phân bò và tập trung lại thành một đống lớn.
Vào buổi sáng, sau khi tiến hành lễ cầu nguyện đặc biệt tới các vị thần Hindu, người dân ở đây sẽ bế con, ít nhất là một tuổi, ra đống phân trên và thả chúng xuống các em bé từ vài tháng tuổi đến vài tuổi được ném vào đống phân bò khá lớn và lăn qua lăn lại. Những em bé lớn tuổi khá sợ hãi, thậm chí đã có bé khóc. Trước khi những đứa trẻ được "tắm" phân, các bô lão trong làng sẽ thực hiện một nghi lễ lạ. Sau đó, những người có trẻ nhỏ sẽ xếp hàng theo thứ tự. Việc "tắm" này được thực hiện từ lúc hoàng hôn cho tới bình minh hôm sau, đến khi nào hết trẻ em mới thôi.

### Đại dịch COVID-19
Trong Đại dịch COVID-19 (năm 2021), tại Ấn Độ, một số tín đồ đạo Hindu bôi phân bò lên người vì tin giúp củng cố hệ miễn dịch và ngăn chặn COVID-19. Các bác sĩ ở Ấn Độ khẳng định không có bằng chứng khoa học về hiệu quả của phân bò và nước tiểu bò đối với COVID-19, thậm chí làm tăng nguy cơ lây lan các bệnh khác. Đây là hệ quả sự kết hợp của thông tin sai lệch trên mạng, thuyết lang băm khai thác một số niềm tin về loài bò và sự hoang mang của hàng triệu người Ấn Độ đang đối mặt với mối đe dọa của đại dịch.